# Willem II Tilburg
Willem II Tilburg (uttalas Wil'm Twei) är en nederländsk fotbollsklubb från staden Tilburg. Laget grundades den 12 augusti 1896 som Tilburgia. Den 12 januari 1898 byttes namnet till Willem II efter den nederländska kungen Willem II (1840–1849). 2004 lades Tilburg till i lagnamnet och blev därmed Willem II Tilburg. Laget spelar sina hemmamatcher på Willem II Stadion som har en kapacitet på 14500 åskådare.

## Meriter
- Nederländska mästare (3): 1915–16, 1951–52, 1954–55
- Eerste Divisie (3): 1956–57, 1964–65, 2013–14
- Nederländska cupmästare (2): 1943–44, 1962–63

## Placering senaste säsonger
| Säsong  | Nivå | Liga           | Placering | Referens | Kommentar                      |
| ------- | ---- | -------------- | --------- | -------- | ------------------------------ |
| 2011/12 | 2    | Eerste Divisie | 5         | [ 1 ]    | Uppflyttad till Eredivisie     |
| 2012/13 | 1    | Eredivisie     | 18        | [ 2 ]    | Nedflyttad till Eerste Divisie |
| 2013/14 | 2    | Eerste Divisie | 1         | [ 3 ]    | Uppflyttad till Eredivisie     |
| 2014/15 | 1    | Eredivisie     | 9         | [ 4 ]    |                                |
| 2015/16 | 1    | Eredivisie     | 16        | [ 5 ]    |                                |
| 2016/17 | 1    | Eredivisie     | 13        | [ 6 ]    |                                |
| 2017/18 | 1    | Eredivisie     | 13        | [ 7 ]    |                                |
| 2018/19 | 1    | Eredivisie     | 10        | [ 8 ]    |                                |
| 2019/20 | 1    | Eredivisie     | x         | [ 9 ]    | (Coronaviruspandemin)          |
| 2020/21 | 1    | Eredivisie     | 14        | [ 10 ]   |                                |
| 2021/22 | 1    | Eredivisie     | 17        | [ 11 ]   | Nedflyttad till Eerste Divisie |
| 2022/23 | 2    | Eerste Divisie | 4         |          |                                |

## Spelartrupp
| Nr | Land          | Pos | Namn                                       |
| -- | ------------- | --- | ------------------------------------------ |
| 1  | Nederländerna | MV  | Robbin Ruiter                              |
| 3  | Nederländerna | F   | Freek Heerkens                             |
| 4  | Norge         | F   | Ulrik Yttergård Jenssen                    |
| 5  | Sverige       | F   | Emil Bergström (lån från Utrecht)          |
| 7  | Nederländerna | A   | Ché Nunnely                                |
| 8  | Spanien       | MF  | Pol Llonch (Lagkapten)                     |
| 9  | Ghana         | A   | Kwasi Wriedt                               |
| 10 | Grekland      | A   | Argyris Kampetsis (lån från Panathinaikos) |
| 11 | Tyskland      | A   | Mats Köhlert                               |
| 12 | Nederländerna | F   | Leeroy Owusu                               |
| 14 | Belgien       | A   | Elton Kabangu                              |
| 15 | Sverige       | MF  | Max Svensson                               |
| 16 | Nederländerna | MF  | Ringo Meerveld                             |

| Nr | Land          | Pos | Namn                                      |
| -- | ------------- | --- | ----------------------------------------- |
| 17 | Marocko       | MF  | Dries Saddiki                             |
| 18 | Surinam       | F   | Miquel Nelom                              |
| 19 | Tyskland      | A   | John Yeboah                               |
| 20 | Nederländerna | MF  | Godfried Roemeratoe                       |
| 21 | Tyskland      | MV  | Timon Wellenreuther (lån från Anderlecht) |
| 22 | Nederländerna | MF  | Wesley Spieringhs                         |
| 23 | Turkiet       | MF  | Görkem Sağlam                             |
| 24 | Nederländerna | MV  | Connor van den Berg                       |
| 25 | Grekland      | F   | Nikolaos Michelis (lån från Milan)        |
| 26 | Belgien       | MV  | Jorn Brondeel                             |
| 27 | Tyskland      | F   | Derrick Köhn                              |
| 28 | Nederländerna | F   | Vincent Schippers                         |